# Francisco de Remolins
Francisco de Remolins, le cardinal de Sorrente (né en 1462 à Lérida en Espagne, et mort à Rome le 5 février 1518) est un cardinal espagnol du début du XVIe siècle.

## Biographie
Francisco de Remolins étudie à l'université de Lérida et à l'université de Pise. Il se marie, mais le mariage est annulé. Il devient notamment ambassadeur du roi d'Espagne à la cour romaine et précepteur de Cesare Borgia. En 1496 il est nommé évêque auxiliaire de Lérida et est envoyé à Florence avec le maître général des dominicains à ouvrir le processus contre Fr. Girolamo Savonarola, qui sera finalement consacré à mort. De Remolins est nommé gouverneur de Rome en 1501 et il conduit une répression sanglante contre les opposants du pape, les Colonna et les Orsini. De 1501 à 1512 il est archevêque de Sorrente.
Le pape Alexandre VI le crée cardinal lors du consistoire du 31 mai 1503.Le cardinal de Remolins est administrateur de Pérouse en 1503-1506 et est nommé évêque de Fermo en 1504, vice-roi de Naples en 1511 et en 1512 administrateur de Palerme, où il installe un tribunal d'Inquisition. En 1513 il est nommé administrateur de Sarno et de Gallipoli et en 1516 (ou 1516) administrateur de Lavello.
De Remolins est un des cardinaux chargés de la procédure contre les cardinaux Bandinello Sauli et Alfonso Petrucci, accusés d'un complot contre le pape et préside le tribunal qui condamne Petrucci à mort en 1517. Il est connu comme très sévère dans les postes qu'il occupe.
Le cardinal de Remolins participe aux deux conclaves de 1503 (élection de Pie III et de Jules II) et au conclave de 1513 (élection de Léon X).